# Boeing 307
Boeing 307 Stratoliner var det første passagerfly med trykkabine. Flyet blev designet i 1938 med første flyvning den 31. december 1938. Flyet kunne med trykkabinen nå en højde af 20.000 fod (6 km). Nutidens fly kan nå højder på 40.000 fod (12 km), mens der inde i kabinen er et lufttryk svarende til en højde af 8.000 fod (2,5 km). Der var plads til 33 passagerer og fem besætningsmedlemmer.
I alt blev der bygget 10 Stratolinere. Heraf købte multimillionæren Howard Hughes en og lavede den til sin egen flyvende luksuriøse penthouse.
- Wikimedia Commons har flere filer relateret til Boeing 307

| Luftfart | Spire Denne artikel om flyvning er en spire som bør udbygges. Du er velkommen til at hjælpe Wikipedia ved at udvide den. |